# 江口卯吉
江口 卯吉（えぐち うきち、1884年（明治17年） - ?）は、日本陸軍の軍人。階級は陸軍歩兵中佐。武道の称号は大日本武徳会銃剣術教士、剣道教士、剣道範士。

## 経歴
熊本県生まれ。幼少より新陰流の野田長三郎に師事する。1913年（大正2年）陸軍戸山学校に入学。1918年（大正7年）大日本武徳会より剣道精錬証を受ける。1925年（大正14年）銃剣術教士、1926年（大正15年）剣道教士に昇進。伊藤精司とともに陸軍剣道の双璧をなし、陸軍戸山学校、陸軍士官学校、学習院等で剣道を指導した。
1934年（昭和9年）皇太子殿下御誕生奉祝天覧武道大会指定選士の部に出場。予選リーグで橋本統陽、鶴田三雄、伊藤精司と戦い、伊藤に敗れ2勝1敗。同点となった橋本および伊藤との決勝戦に勝ち、トーナメント戦で山本忠次郎に敗れた。
1940年（昭和15年）紀元二千六百年奉祝天覧武道大会指定選士の部に出場。予選リーグで森田文十郎、高島永吉、堀切源一と戦い、高島に敗れ2勝1敗。同点となった堀切との決勝戦に勝ち、トーナメント戦で小野十生に敗れた。

## 著書
- 『両手軍刀術・銃剣術応用動作ノ研究』 - 国立国会図書館デジタルコレクション
- 『剣術用具ノ研究』 - 国立国会図書館デジタルコレクション
- 『銃剣術』、国防武道協会